# Gustaf Fredrik von Rosen
Gustaf Fredrik von Rosen (Tallinn, 6 agosto 1688 – Stoccolma, 17 giugno 1769) è stato un generale e politico svedese.

## Biografia
Figlio di Johan Didrikson von Rosen, Gustaf Fredrik nacque a Tallinn il 6 agosto 1688. Si maritò tre volte: la prima con Sofia Luisa Wachtmeister nel 1717, la seconda con Ebba Margareta Banér nel 1730 e la terza con Teodora Beata Dücker nel 1733; quest'ultima morì poco dopo la nascita di suo figlio, Fredrik Ulrik von Rosen.
Gustaf Fredrik von Rosen iniziò la sua carriera militare nel 1705 nel reggimento di dragoni "Stenbock" e venne nominato cornetta dopo la battaglia di Grodno del 1706. Fu quindi trasferito come tenente al reggimento della Scania settentrionale e nel 1711 divenne capitano di cavalleria nel reggimento dei dragoni della guardia. Dopo la sconfitta di Poltava, accompagnò re Carlo XII di Svezia a Bender e lottò nuovamente contro i russi durante la campagna nel territorio dei Tatari.
Dopo la conclusione della pace tra Impero ottomano e Impero russo, ricevette il permesso del re di unirsi alle truppe di Kiev e combatté così coraggiosamente a Prutströmmen che il sovrano, al suo arrivo a Timurtach nel 1714, lo nominò immediatamente suo aiutante generale.
A Stralsund, salvò la vita del re durante un attacco dei prussiani a Usedom cedendogli il cavallo. Dopo la battaglia di Stresov, venne nominato colonnello e seguì re Carlo XII nell'avventurosa traversata da Stralsund alla Svezia e poi nell'attacco alla Norvegia del 1716, quando salvò ancora una volta la vita al sovrano che si trovava in pericolo. Nel 1716 venne inviato su mandato del re di Svezia a Karlskrona per dirigere i lavori dell'equipaggiamento navale e l'anno successivo venne nominato vicedirettore dell'Ammiragliato svedese, colonnello di un reggimento d'artiglieria e comandante delle fortezze svedesi di Karlskrona e Karlshamn. Nel 1719 venne nominato colonnello e dal 1722 ottenne il grado di maggiore generale. Due anni più tardi ottenne la nobilitazione col titolo di barone in Svezia e nel 1728 il comando del reggimento della Västmanland.
Anche sotto Federico I di Svezia, Gustaf Fredrik seppe guadagnarsi il favore del sovrano, ma parallelamente iniziò a perseguire anche la carriera politica. Aperto sostenitore del conservatore Hattpartiet, aiutò il partito a promuovere la partecipazione della Svezia ai principali conflitti della sua epoca nella speranza di recuperare i territori della Pomerania svedese. Grazie ai suoi sforzi, divenne membro del Consiglio del re nel 1739, dopo la salita al governo dell'Hattpartiet l'anno precedente. Quando al confine con la Finlandia i russi iniziarono ad ammassare un numero sospetto di truppe nel 1747, von Rosen venne nominato dal sovrano alla carica di governatore generale della Finlandia e nel 1751, all'incoronazione di Adolfo Federico, ottenne il titolo di conte.
L'anno successivo lasciò la Finlandia e prese nuovamente il proprio seggio al consiglio di stato, ma con lo scoppio della guerra di Pomerania nel 1757, nonostante i suoi settant'anni, venne chiamato ad assumere il comando dell'esercito svedese nei feudi baltici. Tra il dicembre del 1757 ed il giugno del 1758 difese con successo Stralsund contro le truppe prussiane. Tuttavia, dovette presto dimettersi a causa di problemi di salute. Continuò ancora a partecipare alle deliberazioni del consiglio fino al 1765, quando fu deposto dal Mösspartiet che aveva vinto le elezioni. Quando l'Hattpartiet vinse nuovamente le elezioni nel 1769 in Svezia, gli venne offerto di tornare al consiglio di stato, ma a causa della sua età ormai avanzata, rifiutò.
Morì a Stoccolma il 10 giugno 1769.